# هونجو شیگه‌رو
هونجو شیگه‌رو (به ژاپنی: 本庄 繁, Honjō Shigeru)؛ ۱۰ مه ۱۸۷۶ – ۳۰ نوامبر ۱۹۴۵) -ژنرال نیروی زمینی امپراتوری ژاپن در طی جنگ جهانی دوم اهل ژاپن بود.
همچنین برندهٔ جوایزی همچون نشان بادبادک طلایی و نشان خورشید فروزان شده‌است.